# Controversia eléctrica de Dylan
La controversia eléctrica de Dylan (en inglés: Electric Dylan controversy) es el nombre de la controversia relacionada con la decisión del cantante de música folk estadounidense Bob Dylan de pasar de tocar acústicamente a comenzar a usar la guitarra eléctrica en 1965, algo que fue particularmente controvertido en el ambiente del espectáculo estadounidense cuando sucedió, con la reacción de una parte de sus fanáticos siendo la de tratarla de «traición».
En 1965, Dylan era el principal compositor del renacimiento de la música folk estadounidense. La respuesta a sus álbumes The Freewheelin' Bob Dylan y The Times They Are A-Changin' llevaron a los medios de comunicación a etiquetarlo como el «portavoz de una generación».
En marzo de 1965, Dylan lanzó su quinto álbum, Bringing It All Back Home. El lado uno presenta a Dylan siendo respaldado por una banda eléctrica, mientras que el lado dos lo presenta acompañado de una guitarra acústica. El 20 de julio de 1965, lanzó su sencillo «Like a Rolling Stone» con un sonido de rock. El 25 de julio de 1965, realizó su primer concierto eléctrico en el Newport Folk Festival, junto con el guitarrista Mike Bloomfield y Barry Goldberg de la banda de blues de Paul Butterfield. Algunas secciones de la audiencia abuchearon la actuación, llevando a los principales miembros del movimiento folk a criticarlo por alejarse de la composición política y actuar con una banda eléctrica, como Irwin Silber y Ewan MacColl. Dylan continuó su tendencia hacia la música rock eléctrica en sus próximos dos álbumes, Highway 61 Revisited (agosto de 1965) y Blonde on Blonde (junio, 1966).
En giras posteriores a lo largo de 1965 y 1966, sus sets eléctricos (ahora respaldados por The Hawks) a menudo encontraron desdén por parte de la audiencia, las multitudes se volvieron particularmente violentas durante una gira británica, incluido un incidente a menudo citado en Mánchester, donde un miembro de la multitud gritó «¡Judas!» a Dylan; los shows de esta gira han sido documentados en varios documentales de Dylan, incluyendo Don't Look Back de 1967 y No Direction Home de 2005. En la ficción, la controversia eléctrica de Dylan fue recogida por el libro "Dylan Goes Electric" de Elijah Wald y luego en su adaptación cinematográfica: "A Complete Unknown", de James Mangold, que mereció 8 nominaciones al Premio Oscar. Con el tiempo, Dylan continuó evolucionando musicalmente, recurriendo a la música country en Nashville Skyline (abril de 1969) y recorriendo numerosos estilos a lo largo de su carrera. Con el paso del tiempo, su período eléctrico ha llegado a ser reconocido por la crítica y los fanes como el productor de parte de su música mejor recibida.

## Set de Newport de 1965

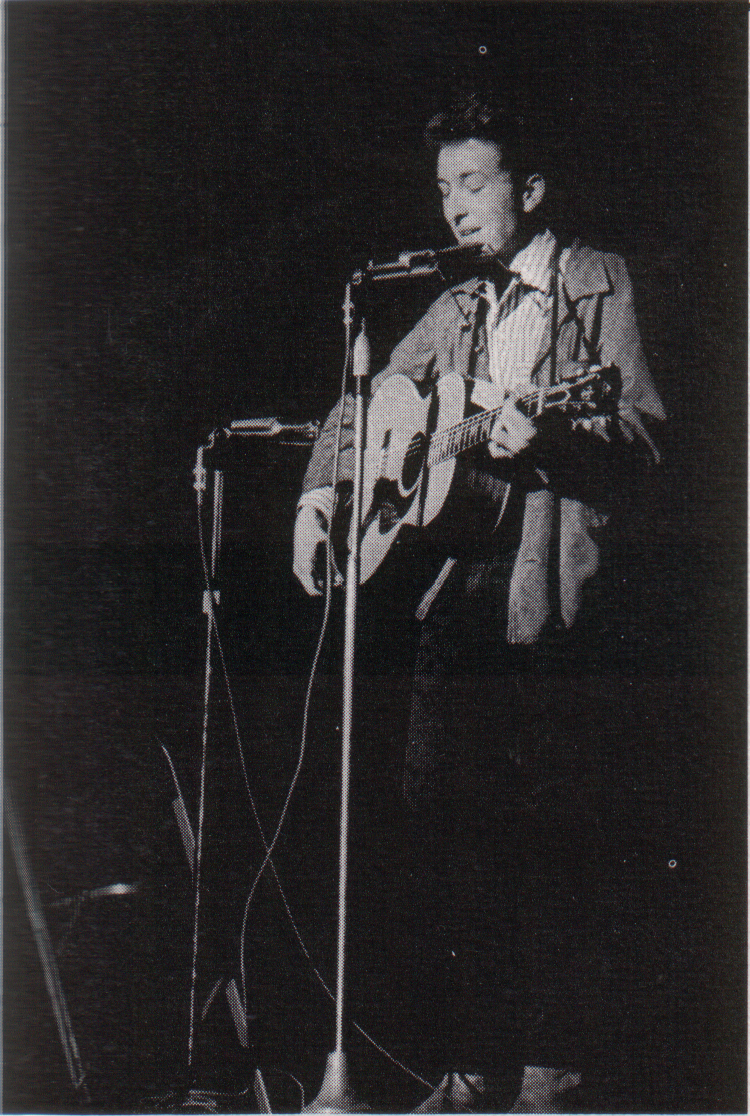
Los fanes estaban acostumbrados a ver a Dylan actuar solo, con guitarra acústica y armónica (1963).

En el Newport Folk Festival de 1963, Dylan fue recibido con entusiasmo cuando interpretó «Blowin' in the Wind» con Joan Báez, Peter, Paul and Mary y otros artistas del festival. En el Newport Folk Festival de 1964, Dylan realizó «With God on Our Side» y «Mr. Tambourine Man». Las críticas positivas de la actuación de Dylan en 1964 fueron acompañadas por críticas negativas al comportamiento de Dylan y su naturaleza desdeñosa; un crítico escribió: «being stoned had rarely prevented his giving winning performances, but he was clearly out of control» («estar drogado rara vez le había impedido dar actuaciones ganadoras, pero estaba claramente fuera de control»).
El sábado 24 de julio de 1965, Dylan interpretó tres canciones acústicas, «All I Really Want Do Do», «If You Gotta Go, Go Now» y «Love Minus Zero/No Limit», en un taller de Newport. De acuerdo con Jonathan Taplin, un roadie en Newport (y más tarde un mánager de los actos del mánager de Dylan, Albert Grossman), Dylan tomó una decisión espontánea el sábado de que desafiaría al festival actuando con una banda completamente amplificada. Taplin dijo que a Dylan le había irritado lo que él consideraba comentarios condescendientes que el organizador del festival, Alan Lomax, había hecho acerca de la Paul Butterfield Blues Band cuando Lomax los presentó para un set anterior en un taller del festival. La actitud de Dylan, según Taplin, era: «Well, fuck them if they think they can keep electricity out of here, I'll do it. On a whim, he said he wanted to play electric». («Bueno, que se jodan si creen que pueden mantener la electricidad fuera de aquí, lo haré. Por un capricho, dijo que quería tocar eléctrico»). Dylan reunió una banda y ensayó esa noche en una mansión utilizada por el organizador del festival George Wein.
En la noche del domingo, 25 de julio, la aparición de Dylan fue entre Cousin Emmy y los cantantes de Sea Island, dos actos tradicionales. La banda de Dylan incluía a dos músicos que habían tocado en su sencillo «Like a Rolling Stone», recientemente lanzado: Mike Bloomfield en la guitarra principal y Al Kooper en el órgano. Dos de los compañeros de Bloomfield de la Paul Butterfield Blues Band, el bajista Jerome Arnold y el baterista Sam Lay también aparecieron en Newport, así como Barry Goldberg en el piano.
Las imágenes de la actuación de Newport aparecen en los documentales Festival (1967), No Direction Home (2005) y The Other Side of the Mirror: Bob Dylan Live at the Newport Folk Festival 1963-1965 (2007). El video comienza con la presentación de Dylan por el maestro de ceremonias Peter Yarrow: «Ladies and gentlemen, the person that's going to come up now has a limited amount of time ... His name is Bob Dylan». («Damas y caballeros, la persona que aparecerá ahora tiene una cantidad de tiempo limitada ... Se llama Bob Dylan»). En el video documental, se escuchan abucheos y vítores en algunos compases de la primera canción de Dylan, «Maggie's Farm», y continúan a lo largo de su segundo, «Like a Rolling Stone». Dylan y su banda interpretaron «Phantom Engineer», una versión anterior de «It Takes a Lot to Laugh, It Takes a Train to Cry». Se dijo que Dylan «electrificó a la mitad de su audiencia y electrocutó a la otra».
Después de «Phantom Engineer», Dylan y la banda abandonaron el escenario. Abucheos y aplausos se escuchan de fondo. Cuando Yarrow regresó al micrófono, le rogó a Dylan que continuara actuando. Según Robert Shelton, cuando Dylan regresó al escenario, descubrió que no tenía la armónica adecuada y le dijo a Yarrow: «What are you doing to me?» («¿Qué me estás haciendo?»). Dylan le pidió a la audiencia una armónica E. En unos instantes, un estrépito de armónicas golpeó al escenario. Dylan interpretó dos canciones en guitarra acústica para el público: «Mr. Tambourine Man», y luego, en su despedida de Newport, «It's All Over Now, Baby Blue». La multitud estalló con aplausos, pidiendo más. Dylan no regresó al festival de Newport durante 37 años. En un gesto enigmático, Dylan actuó en Newport en 2002, luciendo una peluca y una barba falsa.

### Razones para la reacción del público
El cineasta Murray Lerner y otros presentes en Newport argumentaron que los abucheos eran de la gente indignada a la que no le gustaba que Dylan tocara una guitarra eléctrica. Otros presentes, incluido el músico Al Kooper, no estuvieron de acuerdo, argumentando que la audiencia estaba molesta por la mala calidad del sonido y la corta duración del set.
La mala calidad del sonido fue la razón por la que el músico Pete Seeger, quien estaba detrás del escenario, dio por no gustarle la actuación: dice que le dijo a los técnicos de audio: «Get that distortion out of his voice ... It's terrible. If I had an axe, I'd chop the microphone cable right now». («Saca esa distorsión de su voz ... Es terrible. Si tuviera un hacha, cortaría el cable del micrófono ahora mismo»). Sin embargo, Seeger también dijo que solo quería cortar los cables porque quería que la audiencia escuchara las letras de Dylan correctamente porque pensaba que eran importantes. Rumores de que Seeger en realidad tenía un hacha, o que un miembro de la junta del festival tiró o quiso sacar todo el sistema de cableado eléctrico son apócrifos. En la película No Direction Home, John Cohen, de los New Lost City Ramblers, y cuñado de Pete Seeger, afirma que Seeger quería bajar el volumen de la banda porque el ruido estaba trastornando a su anciano padre Charles Seeger, que llevaba un audífono. En la misma película, Dylan afirmó que la respuesta poco entusiasta de Seeger a su set era «like a dagger in his heart» («como una daga en su corazón») y lo hizo «want to go out and get drunk» («querer salir y emborracharse»).
Según el historiador de jazz John Szwed, la leyenda de que Pete Seeger cortó el cable o tiró de los cables del sistema eléctrico puede haber surgido de un incidente real de esa misma tarde. Szwed escribe que el organizador del festival, Alan Lomax, le había pedido al folclorista de Texas Mack McCormick, descubridor de Lightnin' Hopkins, que buscara una pandilla de la prisión de Texas que trajera a Newport para cantar canciones de trabajo, pero el procurador general de Texas no lo permitió, por lo que McCormick había agrupado un grupo de exconvictos. Como nunca se habían presentado juntos frente a una audiencia, mucho menos con un micrófono, McCormick quería acostumbrarlos al escenario antes del concierto, pero la banda eléctrica de Dylan había estado ensayando durante algún tiempo y se negó a irse. McCormick dijo que estaba tratando de decirle a Dylan que necesitaba el escenario, pero que él continuó ignorándolo, por lo que fue a la caja de conexiones y sacó los cables.
Bruce Jackson, otro director del Newport Folk Festival, llamó al incidente un «mito». Jackson estuvo presente en la presentación de Dylan en 1965 y en 2002 revisó una cinta de audio. Jackson sostiene que el abucheo se dirigió a Yarrow, quien molestó a la multitud cuando intentó mantener el set de Dylan en su longitud acordada; Jackson sostiene que no hay nada que indique que a la multitud no le gustara la música de Dylan, eléctrica o no.
Al Kooper ha argumentado que los abucheos fueron provocados por la corta duración del set de Dylan, quien originalmente solo llegó a interpretar tres canciones, no por el hecho de que Dylan se había vuelto eléctrico. Según los intérpretes Ian & Sylvia, la audiencia tuvo una reacción de enojo, pero que fue hostil ese año para otros artistas también.
Dylan parece haber creído que el abucheo representaba la desaprobación de su nuevo sonido. Entrevistado en San Francisco, el 3 de diciembre de 1965, cuando se le preguntó a Dylan si estaba sorprendido por los abucheos, respondió: «That was at Newport. Well, I did this very crazy thing, I didn't know what was going to happen, but they certainly booed, I'll tell you that. You could hear it all over the place.... I mean, they must be pretty rich, to be able to go some place and boo. I couldn't afford it if I was in their shoes». («Eso fue en Newport. Bueno, hice una cosa muy loca, no sabía qué iba a pasar, pero ciertamente abuchearon, te lo diré. Podías oírlo por todas partes. ... Quiero decir, deben ser bastante ricos, para poder ir a algún lugar y abuchear. No podría pagarlo si estuviera en sus zapatos»).

### Redescubrimiento y venta de la guitarra de Dylan en Newport
En julio de 2012, un episodio de la serie de PBS History Detectives contó la historia de la residente de Nueva Jersey, Dawn Peterson, quien afirmó que la Fender Stratocaster que Dylan usó en Newport estaba en su poder. Explicó que Dylan había dejado la guitarra en un avión pilotado por el padre de ella, Victor Quinto, en 1965. En el programa, el especialista en instrumentos clásicos Andy Babiuk estuvo convencido de que la guitarra en cuestión fue la tocada en Newport. Las letras de las canciones en el estuche de la guitarra fueron identificadas como el trabajo de Dylan por el coleccionista de objetos de Dylan Jeff Gold. El abogado de Dylan, Orin Snyder, negó la autenticidad de la guitarra en una declaración, en la que dijo que Dylan tenía posesión de la guitarra eléctrica que tocó en el Newport Folk Festival en 1965, agregando que Dylan era dueño de varias otras guitarras Stratocaster que le fueron robadas en ese momento, al igual que algunas letras escritas a mano.
Después de que Dylan y Peterson resolvieran silenciosamente su disputa legal, la guitarra fue vendida por la casa de subastas Christie's en Nueva York  en diciembre de 2013 por $ 965 000, al dueño de los Indianapolis Colts, Jim Irsay. El 26 de julio de 2015, la guitarra se tocó públicamente por primera vez en cincuenta años durante un tributo en el Newport Folk Festival, en honor al 50 aniversario de la actuación de Dylan en Newport. El set de homenaje incluyó a Gillian Welch, David Rawlings, Willie Watson, la Preservation Hall Jazz Band de Nueva Orleans, Jason Isbell y muchos otros. Isbell tocó la guitarra de Dylan durante el homenaje y el productor del Newport Folk Festival Jay Sweet fue citado diciendo que la guitarra de Dylan estaba en casa.
La guitarra está actualmente en exhibición en el American Writers Museum en Chicago como parte de Bob Dylan: Electric, una exhibición interactiva curada por el periodista musical Alan Light que narra el impacto de Dylan en la escritura estadounidense y la cultura pop después de la actuación de Newport.

## Concierto de Nueva York, 28 de agosto de 1965
El siguiente concierto que tocó Dylan después de su actuación en Newport fue el 28 de agosto de 1965 en el estadio Forest Hills Stadium, en Queens, Nueva York. Dylan parece haber creído que el abucheo en Newport fue una consecuencia de que a algunos fanáticos les disgustó su sonido eléctrico. El fotógrafo Daniel Kramer, quien acompañó a Dylan al concierto de Forest Hills, «dijo que Dylan celebró una conferencia con los músicos que lo iban a acompañar en la segunda mitad del concierto. Les dijo que debían esperar que sucediera algo; probablemente estaba recordando lo que ocurrió en Newport. Les dijo que la audiencia podría gritar y abuchearlos y que no deberían molestarse por ello, y que su trabajo era «make the best music they were capable of, and let whatever happened happen» («Hacer la mejor música de la que eran capaces y dejar que pase lo que pase»).
El músico Tony Glover, en sus notas para el álbum Bob Dylan Live 1966: The "Royal Albert Hall" Concert, cita un relato contemporáneo del concierto de Variety: «Bob Dylan split 15 000 of his fans down the middle at Forest Hills Tennis Stadium Sunday night... The most influential writer-performer on the pop music scene during the past decade, Dylan has apparently evolved too fast for some of his young followers, who are ready for radical changes in practically everything else... repeating the same scene that occurred during his performance at the Newport Folk Festival, Dylan delivered a round of folk-rock songs but had to pound his material against a hostile wall of anti-claquers, some of whom berated him for betraying the cause of folk music» («Bob Dylan dividió a 15 000 de sus fanáticos en el Forest Hills Tennis Stadium el domingo por la noche ... El más influyente escritor-intérprete en la escena de la música pop durante la última década, Dylan aparentemente ha evolucionado demasiado rápido para algunos de sus jóvenes seguidores, que están listos para cambios radicales en prácticamente todo lo demás ... repitiendo la misma escena que ocurrió durante su actuación en el Newport Folk Festival, Dylan ofreció una ronda de canciones de folk-rock, pero tuvo que golpear su material contra un muro hostil de anti-claquers, algunos de los cuales lo reprendieron por traicionar la causa de la música folk»).

## Bob Dylan World Tour, 1965–1966
Las respuestas polarizadas de los fanes de Dylan se vieron exacerbadas por la estructura de sus conciertos a fines de 1965 y 1966; la primera mitad sería folk, Dylan tocando solo acompañándose a sí mismo con guitarra acústica y armónica; con la segunda mitad rock, Dylan y The Hawks con guitarras eléctricas y un combo de rock and roll completo. El segmento de rock a menudo fue recibido con hostilidad, como se ve en los espectáculos de Sheffield y Newcastle upon Tyne en No Direction Home. Las imágenes del concierto de Mánchester, al final de esa película, incluyen el incidente de «Judas». Durante un momento tranquilo entre canciones, un miembro de la audiencia grita en voz alta: «¡Judas!» Dylan responde: «I don't believe you, you're a liar» («No te creo, eres un mentiroso») antes de decirle a su banda «Play it loud!» (¡Tóquenlo con fuerza!) cuando se lanzan a interpretar «Like a Rolling Stone». Este incidente fue grabado, y el concierto completo fue finalmente lanzado en 1998 como Bob Dylan Live 1966: The "Royal Albert Hall" Concert. Un fan que decía haber gritado «¡Judas!» era John Cordwell; cuando fue entrevistado por Andy Kershaw dijo:

I think most of all I was angry that Dylan... not that he'd played electric, but that he'd played electric with a really poor sound system. It was not like it is on the record [the official album]. It was a wall of mush. That, and it seemed like a cavalier performance, a throwaway performance compared with the intensity of the acoustic set earlier on. There were rumblings all around me and the people I was with were making noises and looking at each other. It was a build-up.
Creo que, por sobre todo, yo estaba enojado porque Dylan ... no era que hubiera tocado eléctrico, sino que había tocado con un sistema de sonido realmente pobre. No era como era en el disco [el álbum oficial]. Era una pared de interferencia. Eso, y parecía una actuación arrogante, una actuación desechable en comparación con la intensidad del conjunto acústico anterior. Hubo ruidos a mi alrededor y la gente con la que estaba estaba haciendo ruidos y mirando entre sí. Era una acumulación.

Otro hombre que afirmó ser el que gritó «¡Judas!» fue Keith Butler, que estudiaba en la Universidad de Keele. La presencia de Butler se documentó en la película Eat the Document, cuando el entonces joven de 21 años fue filmado saliendo del Manchester Free Trade Hall, diciendo: «Any pop group could produce better rubbish than that! It was a bloody disgrace! He's a traitor!» («¡Cualquier grupo pop podría producir mejor basura que eso! ¡Fue una maldita desgracia! ¡Es un traidor!»). En 1999, participó en un documental de la BBC Radio 1 sobre Live 1966, y cuando le preguntó sobre su reacción en ese momento, respondió: «I kind of think: 'You silly young bugger’». («Pienso: 'Eres un tonto cabrón'»).
En 2012, Dylan se refirió al incidente al abordar las críticas de que no había reconocido claramente sus fuentes líricas para su nuevo álbum Tempest:

Wussies and pussies complain about that stuff. It's an old thing — it's part of the tradition. It goes way back. These are the same people that tried to pin the name Judas on me. Judas, the most hated name in human history! If you think you've been called a bad name, try to work your way out from under that. Yeah, and for what? For playing an electric guitar? As if that is in some kind of way equatable to betraying our Lord and delivering him up to be crucified. All those evil motherfuckers can rot in hell.
Coños y cobardes se quejan de esas cosas. Es una cosa vieja, es parte de la tradición. Se remonta. Estas son las mismas personas que intentaron ponerme el nombre de Judas. ¡Judas, el nombre más odiado de la historia humana! Si crees que te han llamado mal, trata de salir de eso. Si, ¿y para que? ¿Por tocar una guitarra eléctrica? Como si eso fuera de alguna manera equiparable a traicionar a nuestro Señor y entregarlo para ser crucificado. Todos esos hijos de puta malvados pueden pudrirse en el infierno.

## Lectura adicional
- Wald, Elijah (2015). Dylan Goes Electric!: Newport, Seeger, Dylan, and the Night That Split the Sixties. Nueva York: Dey Street Books. ISBN 9780062366689. OCLC 893897811.